# Landaura
Landaura é uma cidade e uma nagar panchayat no distrito de Hardwar, no estado indiano de Uttaranchal.

## Demografia
Segundo o censo de 2001, Landaura tinha uma população de 16,022 habitantes. Os indivíduos do sexo masculino constituem 54% da população e os do sexo feminino 46%. Landaura tem uma taxa de literacia de 36%, inferior à média nacional de 59.5%: a literacia no sexo masculino é de 42% e no sexo feminino é de 28%. Em Landaura, 21% da população está abaixo dos 6 anos de idade.